# Mélnitsa
Mélnitsa (en rus: Мельница) és un poble (un possiólok) de la República de Buriàtia, a Rússia, segons el cens del 2010 no tenia cap habitant.